# Меркише-Хёэ
Меркише-Хёэ (нем. Märkische Höhe) — община в Германии, в земле Бранденбург.
Входит в состав района Меркиш-Одерланд. Подчиняется управлению Нойхарденберг.  Население составляет 596 человек (на 31 декабря 2010 года). Занимает площадь 34,27 км².
Коммуна подразделяется на 3 сельских округа.
| Год  | Население |
| ---- | --------- |
| 2005 | 672       |
| 2010 | 603       |